# Diadelia unicolor
Diadelia unicolor là một loài bọ cánh cứng trong họ Cerambycidae.